# Квитка (Кировоградская область)
Квитка (укр. Квітка) — село в Ровнянской сельской общине Новоукраинского района Кировоградской области Украины.
Население по переписи 2001 года составляло 258 человек. Почтовый индекс — 27130. Телефонный код — 5251. Код КОАТУУ — 3524081802.